# Alts del Nègueb
Alts del Nègueb (o Ramat Neguev; en hebreu, רמת הנגב) és un consell regional del Districte del Sud d'Israel. El consell dels Alts del Nègueb agrupa els següents nuclis de població:
- Ashalim (אשלים)
- Ezuz (עזוז)
- Kemehin (כמהין)
- Mahanr Tali (מחנה טלי)
- Mash'abbe Sade (משאבי שדה)
- Merhav Am (מרחב עם)
- Midreshet Ben-Gurion (מדרשת בן גוריון)
- Nizzana - Qehilat Hinuh (ניצנה - קהילת חינוך)
- Nizzane Sinay (ניצני סיני)
- Retamim (רתמים)
- Revivim (רביבים)
- Sedé Bóqer (שדה בוקר)
- Telalim (טללים)